# Margit Saad
Margit Daisy Saad-Ponnelle (* 30. Mai 1929 in München; † 7. August 2023 ebenda)  war eine deutsche Schauspielerin und Regisseurin.

## Leben
Margit Saad war die Tochter des libanesischen Sprachwissenschaftlers Fuad Jabbour Saad und der aus Düsseldorf stammenden Sprachlehrerin Agnes Saad, geb. Diepgen. Von Jugend an spielte sie Klavier und Harmonium, später kam Geigenunterricht hinzu. Nach dem Abitur 1947 begann sie eine Lehre im Keramikhandwerk, die sie nach eineinhalb Jahren abbrach, um von 1949 bis 1951 die Otto-Falckenberg-Schule in München zu besuchen.
Um dieses Studium zu finanzieren, arbeitete Saad als Fotomodell, entdeckt von den Fotografen Regina Relang und F. C. Gundlach. Fast zwei Jahre war sie am Kom(m)ödchen in Düsseldorf engagiert. Danach gastierte sie an verschiedenen Bühnen, unter anderem spielte Saad die Irma la Douce 1961 in der deutschen Erstaufführung des gleichnamigen Musicals an der Seite von Harald Juhnke am Theater Baden-Baden und in der gleichen Rolle 1962 am Theater in der Josefstadt in Wien. In München spielte sie an der Kleinen Komödie. Unter der Regie ihres Mannes Jean-Pierre Ponnelle spielte sie am Staatstheater Stuttgart in On ne badine pas avec l’amour, ebenso am Theater Baden-Baden in Les Caprices de Marianne und am Staatstheater am Gärtnerplatz München in Purcell’s Oper Fairy Queen.
Seit 1951 wirkte sie in vielen deutschen und österreichischen Filmen in Haupt- und Nebenrollen mit. Immer wieder verkörperte sie die geheimnisvolle, exotische Schönheit. So war sie z. B. 1953 in der Filmbiografie über Franz von Suppè Hab’ ich nur Deine Liebe die verführerische Komtesse Barany, in die sich der von Johannes Heesters dargestellte Operettenkomponist verliebt. In den Sechzigerjahren war sie auch in internationalen Filmen zu sehen, u. a. im Kriegsfilm The Last Escape für United Artists und als Gangsterliebchen in Die Spur führt ins Nichts, einem Film von Joseph Losey.
Im Jahr 1971 begann Saad ein Regie-Volontariat im Süddeutschen Rundfunk Stuttgart bei Ulrich Kienzle und drehte in den Folgejahren Magazinbeiträge, z. B. für die Sendung Kein Kommentar, Dokumentarfilme und Porträts, u. a. Milena Jesenska – Mehr als Kafkas Freundin oder über Johannes Vogt, den Lichttonerfinder. Im Jahr 1982 inszenierte sie ihren ersten Fernsehfilm, Abenteuer aus dem Englischen Garten nach Marieluise Fleißer. Als Fernsehregisseurin drehte sie anspruchsvolle Literaturverfilmungen. Im Jahr 1982 inszenierte sie am Studiotheater München die deutsche Erstaufführung von Catherine Hayes Ich werd mich ewig sehnen nach dir, mein Mütterlein und in Bern Biografie – ein Spiel von Max Frisch.
Saad zeichnete sich vor allem durch ihre Führung von oft noch unbekannten Schauspielern aus. So erhielten z. B. Werner Stocker oder Leslie Malton für ihre ungewöhnlichen Leistungen unter Saads Regie Darstellerpreise. In dem Fernsehfilm Die Geschichte vom guten alten Herrn und dem schönen Mädchen (Leslie Malton) spielte Peter Pasetti noch einmal eine Altersrolle. Mit diesem Film wurde Saad zum Filmfestival San Francisco eingeladen.
Saad arbeitete als Journalistin, führte Interviews u. a. mit der Schriftstellerin Grete Weil, mit Bob Wilson und schrieb Porträts über Simone Jürgens, die französische Sängerin Suzy Solidor und Marieluise Fleißer.
Ab 1957 war Saad mit dem Bühnenbildner, Theater-, Opern- und Filmregisseur Jean-Pierre Ponnelle bis zu dessen Tod 1988 verheiratet. Ihr gemeinsamer Sohn ist der Dirigent und Komponist Pierre-Dominique Ponnelle (* 1957). Den Nachlass ihres Mannes schenkte Saad der Akademie der Künste in Berlin. Im Jahre 2002 wurde eine ausführliche Werkausstellung in den Räumen der AdK in Berlin, Hanseatenweg, eröffnet. Dank Saads Schenkung und ihrer Zusammenarbeit mit der AdK Berlin entstand das Jean-Pierre-Ponnelle-Buch, das dessen umfassendes Lebenswerk präsentiert.
Margit Saad starb Anfang August 2023 in München im Alter von 94 Jahren. Ihr Archiv befindet sich im Archiv der Akademie der Künste in Berlin.

## Filmografie

### Darstellerin
- 1951: Eva erbt das Paradies
- 1951: Heidelberger Romanze
- 1952: Hinter Klostermauern
- 1953: Müllerstrasse 3 (Kurzfilm)
- 1953: Südliche Nächte
- 1953: Hab’ ich nur Deine Liebe
- 1953: Auf Dich kommt es an (Kurzfilm)
- 1954: Der Zigeunerbaron
- 1955: Ja, so ist das mit der Liebe (Ehesanatorium)
- 1955: Schwedenmädel (Sommarflickan)
- 1955: Drei Mädels vom Rhein
- 1956: TKX antwortet nicht (Si tous les gars du monde)
- 1956: Beichtgeheimnis
- 1956: Drei Birken auf der Heide
- 1956: Was die Schwalbe sang
- 1956: Made in Germany
- 1957: Der trojanische Krieg findet nicht statt (Fernsehfilm)
- 1957: Ein Stück vom Himmel
- 1957: Ein Amerikaner in Salzburg
- 1958: Man ist nur zweimal jung
- 1958: Es bleibt in der Familie (Fernsehfilm)
- 1958: Hoppla, jetzt kommt Eddie
- 1958: Peter Voss, der Millionendieb
- 1959: Whisky, Wodka, Wienerin (Rendezvous in Wien)
- 1959: Heiße Ware
- 1959: Die nach Liebe hungern (Les dragueurs)
- 1959: Wenn das mein großer Bruder wüßte
- 1959: Melodie und Rhythmus
- 1959: Paradies der Matrosen
- 1960: Die Spur führt ins Nichts (The Criminal)
- 1961: Der Rebell (The Rebel / Call Me Genius)
- 1961: Lauter Lügen (Fernsehfilm)
- 1962: Das verflixte erste Mal - Ein Feuilleton mit Musik (Fernsehfilm)
- 1962: Die Rache des Mörders (Playback)
- 1962: Becket oder Die Ehre Gottes (Fernsehen)
- 1962: Das Bombardon (Fernsehserie Curd Jürgens erzählt…)
- 1963: Die Launen der Marianne (Fernsehfilm)
- 1963: Das gelbe Paket (Fernsehserie Die fünfte Kolonne)
- 1964: Gehen Sie zu Paul Potter: Ein Detektiv in tausend Noten (Fernsehfilm)
- 1965: Das Geheimnis der drei Dschunken
- 1965: The Trial of Harry Lime (dt.: Warum soll Harry Lime sterben?) (Fernsehserie The Third Man (dt.: Gefährliche Geschäfte))
- 1966: Sturm über Marseille (Fernsehserie Jörg Preda berichtet)
- 1966: Robin Hood, der edle Räuber (Fernsehen)
- 1966: The Magnificent Two
- 1966: Target, David March (Fernsehserie Blue Light)
- 1968: Die Reifenspur (Fernsehserie Das Kriminalmuseum)
- 1968: Big Bull’s Ende (Fernsehserie Graf Yoster gibt sich die Ehre)
- 1970: The Last Escape
- 1974: Schnee in Dosen (Fernsehserie Engadinger Bilderbogen)
- 1974: Bankdirektor Alba (Fernsehserie Die Fälle des Herrn Konstantin)
- 1974: Der gußeiserne Buddha (Fernsehserie Die Fälle des Herrn Konstantin)
- 1976: Eine schöne Wirtschaft (Fernsehserie, 6 Folgen)
- 1979: Jahreszeiten der Liebe (Fernsehepisodenfilm)
- 1982: Tatort: Sterben und sterben lassen

### Regie
- 1974: Der Star und der Sex (Fernseh-Dokumentarfilm)
- 1974–1977: Kein Kommentar (Magazinserie) (diverse Folgen, auch Drehbuch)
- 1976: Das Leben auf dem Dorfe ein Film über Johannes Vogt und wie ein Schlossergeselle den Tonfilm erfand (Fernseh-Dokumentarfilm)
- 1980: Rudolf Hartmann – geboren 1900 (Fernseh-Dokumentarfilm)
- 1980: Milena Jesenska – Mehr als Kafkas Freundin (Fernseh-Dokumentarfilm, auch Drehbuch)
- 1982: Ein Nachmittag (Fernsehspiel)
- 1982: Abenteuer aus dem Englischen Garten (Fernsehen, auch Drehbuch)
- 1985: Die Geschichte vom guten alten Herrn und dem schönen Mädchen (Fernsehen, auch Drehbuch)
- 1990: Die Erzählung der Magd Zerline (Fernsehen)